# Homer Bone

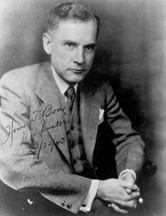
Homer Bone

Homer Truett Bone (* 25. Januar 1883 in Franklin, Indiana; † 11. März 1970 in Tacoma, Washington) war ein US-amerikanischer Jurist und Politiker, der den Bundesstaat Washington im US-Senat vertrat.
Der aus Indiana stammende Homer Bone zog mit seiner Familie 1899 nach Tacoma. Er besuchte dort eine Law School und wurde 1911 in die Anwaltskammer aufgenommen. Als Jurist spezialisierte er sich danach auf das Arbeitsrecht. 1912 wurde er stellvertretender Sonderstaatsanwalt im Pierce County; von 1918 bis 1932 war er als Anwalt bei der Hafenverwaltung von Tacoma angestellt. Während dieser Zeit arbeitete er auch für den örtlichen Stromversorger Tacoma City Light.
Politisch schloss er sich zunächst der Socialist Party an, als deren Kandidat er sich erfolglos um die Ämter des Staatsanwalts und des Bürgermeisters von Tacoma bewarb. Nachdem er die Partei aufgrund seiner „zu moderaten“ politischen Positionen hatte verlassen müssen, trat er der Farmer-Labor Party bei, für die er sich – wiederum vergeblich – um einen Sitz im US-Repräsentantenhaus bemühte. 1922 wurde er dann ins Repräsentantenhaus von Washington gewählt. Einem erneuten Parteiwechsel zu den Republikanern folgte eine weitere nicht erfolgreiche Kandidatur für das US-Repräsentantenhaus.
Seine politische Heimat fand er letztlich bei den Demokraten, für die er ab 1933 im US-Senat saß. Nach einer Wiederwahl verblieb er dort bis zu seinem Rücktritt am 13. November 1944. Er vertrat dort überwiegend progressive Positionen und war in der Frage der amerikanischen Beteiligung am Zweiten Weltkrieg isolationistisch eingestellt. Bone unterstützte den Bau des Bonneville-Staudamms und der Grand-Coulee-Talsperre; zudem brachte er im Parlament den Gesetzentwurf zur Schaffung des National Cancer Institute ein.
Homer Bone legte sein Senatsmandat nieder, um der Berufung an den United States Court of Appeals for the Ninth Circuit, das Bundesberufungsgericht für den neunten Gerichtskreis, durch Präsident Franklin D. Roosevelt zu folgen. Er trat dort die Nachfolge des verstorbenen Bert E. Haney an und übte sein Amt bis zum 1. Januar 1956 aus. Danach gehörte er dem Gerichtshof als Senior offiziell noch an, war aber praktisch bereits im Ruhestand. Als selbständiger Anwalt war er noch bis 1968 in San Francisco tätig.